# 포재
포재(PoZE)는 대한민국의 가수다.

## 방송
- 드랍더비트 (2022) - Top48(47위)

## 음반
- 신사 (紳士) (2021)
- 집현전 2021 (랩) (2022)
- 집현전 2021 주제곡 (Dreams Come True) (2022)
- The Road Remix (2022)
- Polaroid (2023)
- Butterfly (2024)